# James Meredith (atleta)
James Edwin "Ted" Meredith (Chester Heights, 14 de novembro de 1891 – Camden, 3 de novembro de 1957) foi um atleta e bicampeão olímpico norte-americano.
Ainda estudante do curso secundário, quebrou o recorde mundial das 880 jardas e das 440 jardas na pista da Universidade de Princeton, qualificando-se para os Jogos Olímpicos. Participou dos Jogos Olímpicos de Estocolmo, em 1912, onde conquistou duas medalhas de ouro, uma nos 800 m rasos (com um recorde mundial, 1:51.9) e outra integrando o revezamento 4x400 metros. Disputou também os 400 m rasos onde ficou em quarto lugar. Só após os Jogos ele entrou para a universidade, onde, nos anos seguintes, se sagrou campeão nacional e intercolegial em várias distâncias entre as 400 jardas e os 800 metros, pela Universidade da Pensilvânia.
"Ted" Meredith, como era conhecido, encerrou a carreira em 1917 e serviu em combate na I Guerra Mundial. Em 1920, tentou um retorno nos Jogos Olímpicos de Antuérpia, sem conseguir medalhas, eliminado na semifinal dos 400 m e chegando em quarto lugar nos 4x400 metros.
Depois de abandonar pela segunda e última vez o atletismo, ele tornou-se corretor de imóveis.